# 小石环肋螺
小石环肋螺（学名：Plectotropis calculus）为巴蜗牛科环肋螺属的动物，是中国的特有物种。

## 分佈
分布于湖北、四川、云南等地，生活环境为陆地，常生活于丘陵坡地河谷边潮湿多腐殖质的灌木草丛中、落叶石块下以及农田、住宅附近的杂草丛、乱石堆里。

## 外部連結
- 維基物種上的相關：小石环肋螺